# ویلینگسهاوزن
ویلینگسهاوزن (به آلمانی: Willingshausen) یک شهر در آلمان است که در شوالم-ادر واقع شده‌است. ویلینگسهاوزن ۵٬۲۸۷ نفر جمعیت دارد.